# Campeonato Mundial de Natação em Piscina Curta de 2014 - 4x50 m livre misto
A prova dos 4x50 metros livre misto do Campeonato Mundial de Natação em Piscina Curta de 2014 foi disputado em 6 de dezembro no Centro Aquático Aspire Sports Complex em Doha.

## Recordes
Antes desta competição, os recordes mundiais e do campeonato nesta prova eram os seguintes:
|    | Nacionalidade | Tempo   | Local   | Data                   |
| -- | ------------- | ------- | ------- | ---------------------- |
| WR | Rússia        | 1:29.53 | Herning | 14 de dezembro de 2013 |

Os seguintes recordes foram estabelecidos durante a competição: 
| Data          | Prova | Nacionalidade  | Tempo   | Recorde |
| ------------- | ----- | -------------- | ------- | ------- |
| 6 de dezembro | Final | Estados Unidos | 1:28.57 | WR      |

## Medalhistas
| Ouro                                                                              | Prata                                                                              | Bronze                                                                    |
| Estados Unidos · Josh Schneider · Matt Grevers · Madison Kennedy · Abbey Weitzeil | Rússia · Evgeny Sedov · Vladimir Morozov · Veronika Popova · Rozaliya Nasretdinova | Brasil · César Cielo · João de Lucca · Etiene Medeiros · Larissa Oliveira |

## Resultados

### Eliminatórias
As eliminatórias ocorreram dia 6 de dezembro. 
| Colocação | Bateria | Raia | Nacionalidade    | Nome | Tempo   | Notas |
| --------- | ------- | ---- | ---------------- | --- | ------- | ----- |
| 1         | 2       | 5    | Estados Unidos   | Josh Schneider (21.81) Darian Townsend (21.58) Amy Bilquist (23.91) Natalie Coughlin (23.50)                               | 1:30.80 | Q     |
| 2         | 2       | 1    | Brasil           | Alan Vitória (21.70) Henrique Martins (21.31) Daiane Oliveira (24.30) Alessandra Marchioro (24.37)                         | 1:31.68 | Q     |
| 3         | 1       | 1    | Alemanha         | Marco di Carli (22.00) Steffen Deibler (21.48) Dorothea Brandt (23.82) Daniela Schreiber (24.44)                           | 1:31.74 | Q     |
| 4         | 3       | 8    | Rússia           | Oleg Tikhobaev (21.10) Nikita Konovalov (21.43) Veronika Popova (24.15) Margarita Nesterova (25.12)                        | 1:31.80 | Q     |
| 5         | 2       | 3    | Itália           | Marco Belotti (21.91) Niccolo Bonacchi (21.90) Silvia Di Pietro (24.28) Erika Ferraioli (23.98)                            | 1:32.07 | Q     |
| 6         | 1       | 2    | Ucrânia          | Bogdan Plavin (22.18) Daryna Zevina (24.53) Hanna Dzerkal (24.81) Andriy Hovorov (20.87)                                   | 1:32.39 | Q     |
| 7         | 3       | 6    | África do Sul    | Luke Pendock (22.04) Clayton Jimmie (21.51) Lehesta Kemp (24.84) Trudi Maree (24.89)                                       | 1:33.28 | Q     |
| 8         | 1       | 3    | Noruega          | Sindri Jakobsson (22.84) Sverre Naess (22.61) Cecilie Johannessen (24.53) Susann Bjornsen (24.50)                          | 1:34.48 | Q     |
| 9         | 3       | 5    | Japão            | Reo Sakata (22.38) Yuki Kawachi (21.15) Asami Chida (25.58) Rena Nishiwaki (25.53)                                         | 1:34.64 |       |
| 10        | 3       | 7    | Hong Kong        | Ng Chun Nam Derick (23.16) Chan Kin Lok (25.51) Mak Ho Lun Raymond (22.02) Stephanie Au (25.11)                            | 1:35.80 |       |
| 11        | 1       | 6    | Argélia          | Nazim Belkhodja (22.66) Souad Nafissa Cherouati (26.51) Sahnoune Oussama (21.68) Amira Raja Kouza (26.84)                  | 1:37.69 |       |
| 12        | 1       | 7    | Tailândia        | Gavin Alexander Lewis (23.28) Jenjira Srisa Ard (25.08) Araya Wongvat (27.18) Kitiphat Pipimnan (22.92)                    | 1:38.46 |       |
| 13        | 3       | 0    | Islândia         | Davíð Hildiberg Aðalsteinsson (23.28) Inga Elín Cryer (26.49) Kristofer Sigurðsson (23.24) Eygló Ósk Gústafsdóttir (26.23) | 1:39.24 |       |
| 14        | 3       | 1    | Macau            | Lei On Kei (26.22) Sio Ka Kun (23.53) Chao Man Hou (22.77) Tan Chi Yan (26.96)                                             | 1:39.48 |       |
| 15        | 1       | 8    | Papua-Nova Guiné | Stanford Kawale (23.86) Shanice Paraka (28.47) Anna-Liza Mopio-Jane (26.70) Ryan Pini (21.35)                              | 1:40.38 |       |
| 16        | 2       | 7    | México           | Andrés Olvera (24.21) Montserrat Ortuño (27.64) Daniel Carranza (22.05) Ayumi Macías (27.51)                               | 1:41.41 |       |
| 17        | 1       | 4    | Filipinas        | Rafael Santa Maria (24.18) Ariana Herranz (28.84) Jethro Chua (23.81) Evangelio Dato (26.07)                               | 1:42.90 |       |
| 18        | 2       | 8    | Quênia           | Hamdan Bayusuf (24.55) Talisa Lanoe (27.43) Micah Fernandes (24.79) Emily Muteti (27.80)                                   | 1:44.57 |       |
| 19        | 2       | 2    | San Marino       | Gianluca Pasolini (25.08) Cristian Santi (24.43) Beatrice Felice (28.11) Elena Giovannini (27.03)                          | 1:44.65 |       |
| 20        | 3       | 3    | Seicheles        | Adam Moncherry (25.36) Alexus Laird (30.23) Anisha Payet (25.45) Dean Hoffman (24.15)                                      | 1:45.19 |       |
| 21        | 2       | 0    | Albânia          | Klavio Meça (26.31) Diana Basho (30.83) Nikol Merizaj (28.66) Franci Aleksi (25.44)                                        | 1:51.24 |       |
| —         | 1       | 5    | China            | |         | DNS   |
| —         | 2       | 4    | Tajiquistão      | |         | DNS   |
| —         | 2       | 6    | Sri Lanka        | |         | DNS   |
| —         | 3       | 2    | Hungria          | |         | DNS   |
| —         | 3       | 4    | Reino Unido      | |         | DNS   |

### Final
A final teve sua disputa realizada em 6 de dezembro. 
| Colocação         | Raia | Nacionalidade  | Nome                                                                                                | Tempo   | Notas |
| ----------------- | ---- | -------------- | --------------------------------------------------------------------------------------------------- | ------- | ----- |
| Medalha de ouro   | 4    | Estados Unidos | Josh Schneider (20.94) Matt Grevers (20.75) Madison Kennedy (23.63) Abbey Weitzeil (23.25)          | 1:28.57 | WR    |
| Medalha de prata  | 6    | Rússia         | Evgeny Sedov (20.59) Vladimir Morozov (20.65) Veronika Popova (23.93) Rozaliya Nasretdinova (23.96) | 1:29.13 | ER    |
| Medalha de bronze | 5    | Brasil         | César Cielo (20.65) João de Lucca (21.03) Etiene Medeiros (23.58) Larissa Oliveira (23.91)          | 1:29.17 | SA    |
| 4                 | 2    | Itália         | Luca Dotto (21.61) Marco Orsi (20.44) Silvia Di Pietro (23.92) Erika Ferraioli (23.25)              | 1:29.22 |       |
| 5                 | 3    | Alemanha       | Steffen Deibler (21.74) Marco di Carli (21.11) Dorothea Brandt (23.58) Daniela Schreiber (24.12)    | 1:30.55 |       |
| 6                 | 7    | Ucrânia        | Bogdan Plavin (21.97) Daryna Zevina (24.26) Hanna Dzerkal (24.69) Andriy Hovorov (20.59)            | 1:31.51 |       |
| 7                 | 1    | África do Sul  | Luke Pendock (22.01) Clayton Jimmie (21.30) Lehesta Kemp (24.90) Trudi Maree (24.98)                | 1:33.19 |       |
| 8                 | 8    | Noruega        | Lavrans Solli (22.67) Sindri Jakobsson (22.24) Cecilie Johannessen (24.44) Susann Bjornsen (24.53)  | 1:33.88 |       |

Legenda
| Recorde mundial       | Recorde mundial (World record)               |                       | Recorde africano                      | Recorde africano (African) |                                           | Q | Classificado por posição (Qualified) |
| Recorde do campeonato | Recorde do campeonato (Championship record)  | Recorde da América    | Recorde da América (Americas)         | q                          | Classificado por melhor tempo (Qualified) |   |                                      |
| Melhor marca do ano   | Melhor marca do ano (World leading)          | Recorde asiático      | Recorde asiático (Asian)              | DNS                        | Não largou (Did not start)                |   |                                      |
| Recorde nacional      | Recorde nacional (National record)           | Recorde europeu       | Recorde europeu (European)            | DNF                        | Não terminou (Did not finish)             |   |                                      |
| Recorde pessoal       | Recorde pessoal do atleta (Personal best)    | Recorde da Oceania    | Recorde da Oceania (Oceania)          | DSQ / DQ                   | Desclassificado (Disqualified)            |   |                                      |
| Recorde da temporada  | Recorde da temporada do atleta (Season best) | Recorde sul-americano | Recorde sul-americano (South America) | NM                         | Sem marca (No mark)                       |   |                                      |